# منتخب باراوا لكرة القدم
منتخب باراوا لكرة القدم هو منتخب كرة قدم يمثل الشتات الصومالي في إنجلترا. سمي باسم باراوا، وهي مدينة ساحلية في الصومال. سينظم هذا المنتخب كأس العالم لاتحاد الجمعيات المستقلة لكرة القدم 2018.